# Catacore connectens
Catacore connectens är en fjärilsart som beskrevs av Talbot 1928. Catacore connectens ingår i släktet Catacore och familjen praktfjärilar. Inga underarter finns listade i Catalogue of Life.